# Mayon-Volcano-Nationalpark
Der Mayon-Volcano-Nationalpark liegt in der Bicol-Region auf der Insel Luzon, Philippinen. Er wurde am 12. Juli 1938 durch die Umwandlung des Mount Mayon Forest Reserve auf einer Fläche von 54,59 km² in der Provinz Albay gegründet. Im Jahr 2000 wurde der National-Park mit Inkrafttreten des Präsidentenerlasses 413/2000 entsprechend den Anforderungen des Republikgesetzes 7586 neu bewertet und seitdem als Mount Mayon Natural Park (MMVNP) geführt. Er findet sich unter dieser Bezeichnung seit 2015 auf der Vorschlagsliste der Philippinen zur UNESCO-Welterbeliste. Er umfasst eine Fläche von 57,75 km² rund um den aktiven Vulkan Mayon und liegt auf dem Gebiet der Gemeinden Camalig, Daraga, Guinobatan, Legazpi City, Santo Domingo, Malilipot und Tabaco.
Der Nationalpark weist trotz der häufigen Eruptionen des Mayon – historisch belegt sind ca. fünfzig – ein weit gefächertes Spektrum an Biodiversität auf. So wurden mehr als 156 Pflanzenarten an den Hängen des Vulkans gezählt, er ist mit einem dichten tropischem Regenwald bewachsen. Es konnten weiterhin ca. 57 Arten von unterschiedlichsten Vögeln gezählt werden, wie die Philippinen-Zwergohreule (Otus megalotis), dem Streifenuhu (Bubo philippensis) und dem Philippinenpapageichen (Loriculus philippensis).